# ジャン・ルイ・ニコデ

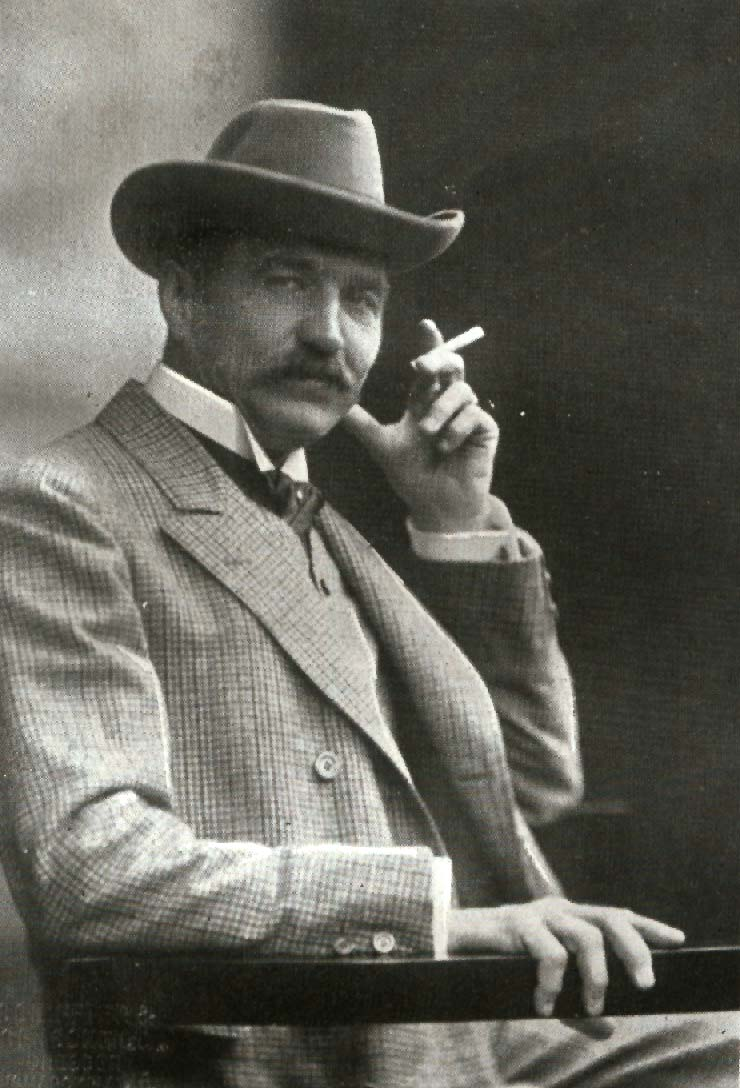
Jean Louis Nicodé in 1906

ジャン・ルイ・ニコデ（Jean Louis Nicodé, 1853年8月12日 – 1919年10月5日 ドレスデン郊外ランゲブリュック）は、プロイセン王国（ドイツ帝国）のピアニスト・作曲家・指揮者。

## 生涯
ポーゼン（現ポズナニ）近郊のイェルジッツ（現イェジツェ）に生まれる。アマチュア音楽家であった父親に音楽の手解きを受け、1869年にベルリン新音楽院に入学してピアノをテオドール・クラックに、和声法をリヒャルト・ヴュルストに、対位法と作曲法をフリードリヒ・キールに師事した。音楽教師として活動するかたわら演奏活動に入り、伴奏者としてデジレー・アルトーの演奏旅行に同行し、ガリツィア地方やルーマニアを訪れた。その後ドレスデン王立音楽院の教授に就任。1888年より作曲活動に専念した。

## 作品
交響曲《海（ドイツ語: Das Meer）》作品31は、オーケストラ以外にも、オルガンや独唱者、男声合唱を用いた野心作であり、6楽章の《グローリア（ラテン語: Gloria）》作品34（1904年）は、少年合唱と男声合唱、オルガン、ハープ、大オーケストラのために作曲されており、演奏にまるまる一夜を費やす大作である。その他の管弦楽曲として、ヴァイオリンと管弦楽のためのロマンスがある。唯一の交響曲は出版されていない。2曲のチェロ・ソナタなどの室内楽や、ピアノ曲、歌曲も遺した。ショパンの《演奏会用アレグロ イ長調》作品46を、ピアノ協奏曲の形態に編曲しており、さらに2台ピアノ版も作成した。

## 参考資料
- The Chambers encyclopedia volume 10. Edinburgh: Chambers. (2001). pp. 30. ISBN 0-550-13001-2